# The Lurkers
The Lurkers – brytyjska grupa punkowa założona w zachodnim Londynie z inicjatywy czterech przyjaciół: Howarda Walla, Pete'a Stride'a, Arturo Bassicka oraz człowieka o pseudonimie Esso.
Zainspirowali się takimi zespołami jak Ramones i New York Dolls oraz wspólnymi politycznymi  poglądami.Korzystając z punkowego boomu roku 1977 podpisali umowę z firmą nagraniową Beggars Banquet, wydając swój pierwszy singel Shadow. Było to zarazem pierwsze wydawnictwo tej firmy. Singel szybko dostał się do pierwszej czterdziestki, podobnie było z czterema następnymi singlami. Ich piosenki często były grane w telewizyjnym programie Top of the Pops oraz w programie radiowym Johna Peela. Ich pierwszy album Fulham Fallout był wysoko oceniany przez wiele pism muzycznych.